# تام بیسل
تام بیسل (انگلیسی: Tom Bissell؛ زادهٔ ۹ ژانویهٔ ۱۹۷۴) فیلم‌نامه‌نویس، روزنامه‌نگار، نویسنده، بازیگر و منتقد ادبی اهل ایالات متحده آمریکا است.
وی همچنین برندهٔ جوایزی همچون کمک‌هزینه گوگنهایم شده‌است.